# 名古屋ばやし
「名古屋ばやし」は、名古屋市、名古屋観光協会、名古屋商店連合会が制定し、1952年6月に ビクターより発売された名古屋の新民謡。音頭。

## 概要
- 本楽曲は、名古屋で夏の時期の行われる盆踊りでは大名古屋音頭とともに定番となっている。
- 作曲は、愛知県小牧市出身の穂積久（1903〜1989）により作詞された。
- なお、SP盤には吹き込まれていない、5番の歌詞まで存在する。

## 収録曲
1. 名古屋ばやし
作詞：穂積久、作曲：中山晋平

## 歌手
- 市丸
- 宇都美清
- 榎本美佐江
- 喜久丸

## 演奏
静子三味線